# Ascoux
Ascoux település Franciaországban, Loiret megyében. Lakosainak száma 1070 fő (2022. január 1.). Ascoux Bouilly-en-Gâtinais, Bouzonville-aux-Bois, Dadonville, Laas és Pithiviers-le-Vieil községekkel határos.

## Népesség
A település népességének változása:
| Lakosok száma | 469  | 548  | 689  | 838  | 1008 | 1097 | 1164 | 1104 | 1075 | 1070 |
|               | 1968 | 1982 | 1990 | 2006 | 2013 | 2015 | 2017 | 2019 | 2020 | 2022 |